# Mario Terán
Mario Terán Salazar (* 9. April 1942 in Cochabamba; † 10. März 2022 in Santa Cruz de la Sierra) war ein Feldwebel der bolivianischen Armee. Er wurde durch die Erschießung Che Guevaras bekannt.

## Leben
Mario Terán meldete sich freiwillig, die Exekution von Che Guevara am 9. Oktober 1967 im bolivianischen Dorf La Higuera auszuführen. Danach wurde Terán vom bolivianischen Geheimdienst versteckt, da man Racheakte aus Kuba befürchtete. Von jenen Politikern und Militärs, die an Ches Tod beteiligt waren, sind bereits sechs eines unnatürlichen Todes gestorben: Sie wurden ermordet oder kamen bei Unfällen ums Leben, so auch der damalige Präsident René Barrientos Ortuño, der mit dem Hubschrauber abstürzte.
Im Jahre 2007 sorgte Mario Terán erneut für internationale Aufmerksamkeit, als bekannt wurde, dass ausgerechnet kubanische Ärzte im Rahmen der Operación Milagro dem an grauem Star erkrankten Mann das Augenlicht wiederherstellten.
Mario Terán war verheiratet und hatte fünf Kinder. Er lebte als pensionierter Militär in der Provinzhauptstadt Santa Cruz de la Sierra. Dort starb er am 10. März 2022 im Alter von 79 Jahren in einem Militärkrankenhaus an Prostatakrebs.
Terán sagte unmittelbar nach der Exekution Guevaras in einem Interview: „Es war der schlimmste Moment meines Lebens. In diesem Moment sah ich Che groß, sehr groß, riesig, und seine Augen leuchteten hell. ‚Bleib ruhig‘, sagte er zu mir, ‚und ziel gut, du wirst einen Mann töten.‘ Also ging ich einen Schritt zurück, in Richtung Tür, schloss die Augen und schoss.“